# Anne Francis
Pour les articles homonymes, voir Francis.
Anne Lloyd Francis, née à Ossining (État de New York) le 16 septembre 1930, et morte à Santa Barbara (Californie) le 2 janvier 2011, est une actrice américaine. Elle est connue en particulier pour avoir joué dans le film de science-fiction Planète interdite, sorti en 1956.
Une étoile du Hollywood Walk of Fame lui a été décernée en 1960, dans la catégorie télévision, au 1611 Vine Street.

## Biographie
Elle est l'enfant unique de Philip et Edith Francis. C'est très jeune, à l'âge de cinq ans, qu'elle débute en devenant modèle durant la Grande Dépression afin d'aider financièrement sa famille, et elle débute à Broadway à l'âge de onze ans.
Elle est mariée à Bamlet Lawrence Price Jr., de mai 1952 à avril 1955. Puis elle épouse en secondes noces le docteur Robert Abeloff en 1960 pour en divorcer en 1964. Elle a une fille unique avec lui, Jane Elizabeth Abeloff (née le 21 mars 1962 à Los Angeles). Après son divorce d'avec Abeloff, elle ne s'est jamais remariée. En 1970, elle adopte une fille, Margaret « Maggie » West et c'est l'une des premières adoptions autorisées à une personne célibataire dans l'État de Californie.
Elle est suivie pour un cancer du poumon de 2007 à 2008. Durant cette période, elle tient ses fans informés de son état de santé sur son site officiel.
Elle meurt le 2 janvier 2011 à la suite de complications liées à un cancer du pancréas, dans une maison de retraite de Santa Barbara en Californie, ville où elle fut résidente de longue date.

## Filmographie

### Cinéma

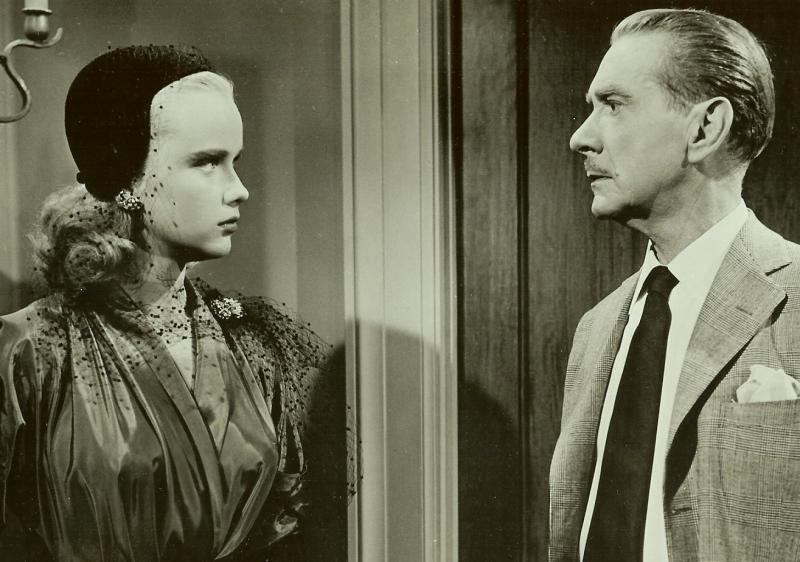
Avec Clifton Webb dans Un grand séducteur (1952).

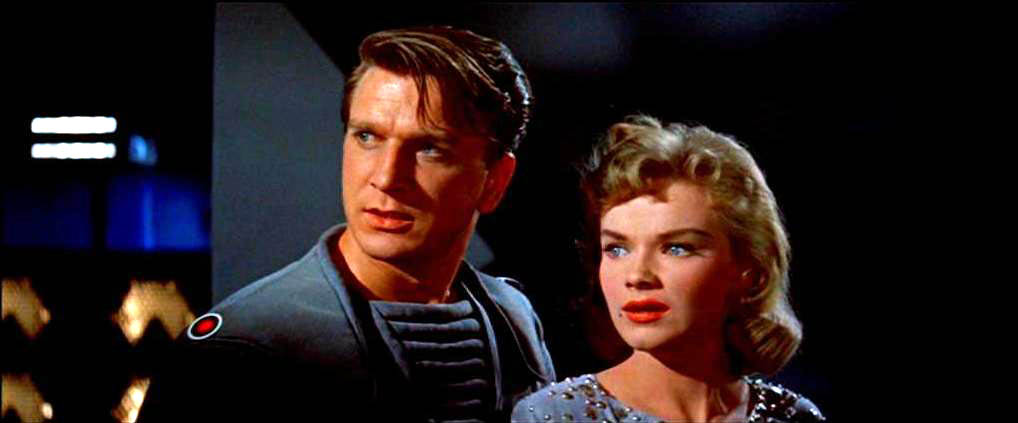
Avec Leslie Nielsen dans Planète interdite (1956).

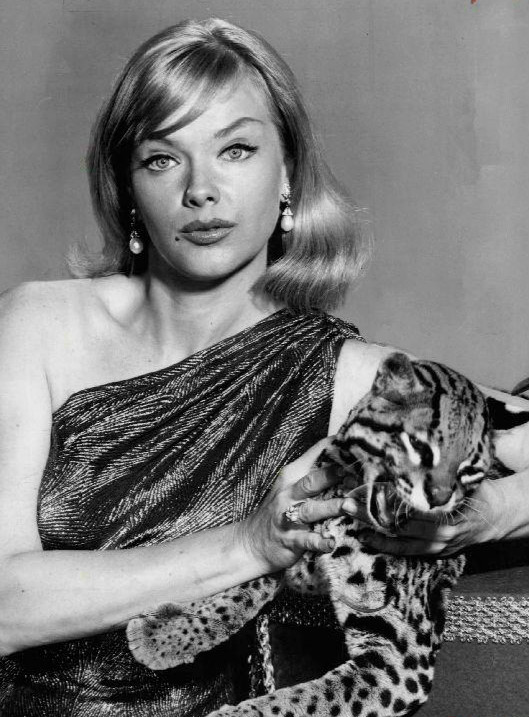
Anne Francis avec l'ocelot Bruce, dans la série télévisée Honey West (1965).

- 1947 : Le Souvenir de vos lèvres (This Time for Keeps) : Bobby-Soxer
- 1948 : Belle Jeunesse (Summer Holiday) : Elsie Rand
- 1948 : Le Portrait de Jennie (Portrait of Jennie) : Une adolescente dans une galerie d'art
- 1950 : So Young So Bad : Loretta Wilson
- 1951 : The Whistle at Eaton Falls : Jean
- 1951 : Enlevez-moi, Monsieur ! (Elopement) de Henry Koster : Jake Osborne
- 1952 : Lydia Bailey : Lydia Bailey
- 1952 : Un grand séducteur (Dreamboat) de Claude Binyon : Carol Sayre
- 1953 : Un lion dans les rues : Flamingo McManamee
- 1954 : The Rocket Man : June Brown
- 1954 : Susan Slept Here : Isabella Alexander
- 1954 : Sur la trace du crime (Rogue Cop) : Nancy Corlane
- 1955 : Un homme est passé (Bad Day at Black Rock) : Liz Wirth
- 1955 : Le Cri de la victoire (Battle Cry) : Rae
- 1955 : Graine de violence (Blackboard Jungle) : Anne Dadier
- 1955 : Duel d'espions (The Scarlet Coat) : Sally Cameron
- 1956 : Planète interdite (Forbidden Planet) : Altaira Morbius
- 1956 : Le Supplice des aveux (The Rack) d'Arnold Laven : Aggie Hall
- 1956 : The Great American Pastime (en) d'Herman Hoffman : Betty Hallerton
- 1957 : The Hired Gun (en) : Ellen Beldon
- 1957 : Prenez garde à la flotte (Don't Go Near the Water) : Lt. Alice Tomlen
- 1960 : The Crowded Sky de Joseph Pevney : Kitty Foster
- 1960 : Girl of the Night (en) : Bobbie
- 1965 : Station 3 : Ultra Secret (The Satan Bug) : Ann Williams
- 1965 : Brainstorm : Lorrie Benson
- 1968 : Funny Girl : Georgia James
- 1969 : Plus mort que vif (More Dead Than Live) : Monica Alton
- 1969 : Cramponne-toi Jerry (Hook, Line and Sinker) : Nancy Ingersoll
- 1969 : Impasse : Bobby Jones
- 1969 : The Love God? (en) : Lisa LaMonica
- 1972 : Pancho Villa (en) : Flo
- 1976 : Survival : Anne
- 1978 : Born Again (en) d'Irving Rapper : Patty Colson
- 1985 : Return : Eileen Sedgeley
- 1990 : Little Vegas : Martha
- 1992 : L'agent double 00 (en) (The Double O Kid) : Maggie Lomax
- 1996 : Lover's Knot : Marian Hunter

### Télévision
- 1949 : Suspense (série télévisée) : Loïs
- 1949-1950 : Versatile Varieties (série télévisée) : Bonny Maid
- 1949 et 1958 : Studio One (série télévisée) : Wichita James / Kristin
- 1958 : Climax! (série télévisée) : Mary Bellason / Teddy Baxter
- 1959 : The David Niven Show (série télévisée) : Marna Edwards
- 1959 : Rawhide (série télévisée) : Rose Wittman
- 1959 : Aventures dans les îles (Adventures in Paradise) (série télévisée) : Anne Meadow
- 1960 : Startime (série télévisée) : Emma
- 1960 : Sunday Showcase (série télévisée) : Fanny Holmes
- 1960 : Les Incorruptibles (The Untouchables) (série télévisée) : Doreen Maney
- 1960 : The United States Steel Hour (en) (série télévisée) : Anne McKenzie / Henrietta Harmony
- 1960-1961 : Alfred Hitchcock présente (Alfred Hitchcock presents) (série télévisée) : Nyla Foster / Julia Reddy
- 1960 et 1963 : La Quatrième dimension (The Twilight Zone) (série télévisée) : Marsha White / Jess-Belle Stone
- 1961 : Hong Kong (série télévisée) : Mary Moore
- 1961 : Docteur Kildare (série télévisée) : Kathy Steffens
- 1961 : Route 66 (série télévisée) : Jana Johnson / Arlin Simms
- 1961 : Le gant de velours (The New Breed) (série télévisée) : Phyllis Eberhardt
- 1962 : Goin My Way (série télévisée) : Mary Dunne
- 1963 : Alcoa Premiere (en) (série télévisée) : Terry Gallard
- 1963 : The Eleventh Hour (en) (série télévisée) : Alicia Norris
- 1963 : Arrest and Trial (en) (série télévisée) : Alice Wellman
- 1963 : Haute tension (Kraft Suspense Theatre) (série télévisée) : Peggy Merritt
- 1963-1964 : Ben Casey (série télévisée) : Penelope Shattuck / Gloria Fowler
- 1963 et 1965 : L'homme à la Rolls (Burke's Law) (série télévisée) : Suzanne Foster / Honey West
- 1963 et 1965 : Suspicion (The Alfred Hitchcock Hour) (série télévisée) : Eve Raydon / Connie Breech / Peg Beale
- 1964 : Temple Houston (en) (série télévisée) : Kate Fitzpatrick
- 1964 : Les aventuriers du Far-West (Death Valley Days) (série télévisée) : Pearl Hart
- 1964 : The Reporter (en) (série télévisée) : Roseanne
- 1964 : Des agents très spéciaux (The Man from U.N.C.L.E.) (série télévisée) : Gervaise Ravel
- 1964 et 1970 : Le Virginien (The Virginian) (série télévisée) : Victoria Greenleigh / Myra Greencastle
- 1965-1966 : Honey West (série télévisée) : Honey West
- 1965 : Further Adventures of Gallegher: The Big Swindle (TV, épisode 2) : Adeline
- 1967 : Le Fugitif (The Fugitive) (série télévisée) : Felice Greer
- 1967 : Les envahisseurs (The Invaders) (série télévisée) : Annie Rhodes
- 1968 et 1970 : Les Règles du jeu (The Name of the Game) (série télévisée) :
- 1969 : Mission impossible (série télévisée) : Gillian Colbee
- 1969 : Vol perdu (Lost Flight) (téléfilm) : Gina Talbot
- 1970 : Femmes sauvages (Wild Women) téléfilm de Don Taylor : Jean Marshek
- 1970 : Dan August (série télévisée) : Nina Porter
- 1970 : The Intruders (en) (téléfilm) : Leora Garrison
- 1970 et 1973 : Insight (série télévisée) : Claire / Gert
- 1970 et 1973 : Sur la piste du crime (The F.B.I.) (série télévisée) : Shelly Brimlow / Tish Laramie
- 1971 : Mes trois fils (My Three Sons) (série télévisée) : Terri Dowling
- 1971 : Le retour du tueur (Mongo's Back in Town) (téléfilm) : Angel
- 1972 : Fireball Forward (téléfilm) : Helen Sawyer
- 1972 : Au-delà de la fortune (Haunts of the Very Rich) (téléfilm) : Annette Larrier
- 1972 : Gunsmoke (série télévisée) : Sarah
- 1972 : L'Homme de Vienne (série télévisée) : Aline Masterson
- 1972 : Columbo (série télévisée) : Valerie Bishop dans l’épisode « Accident »
- 1972 et 1974 : L'homme de fer (Ironside) (série télévisée) : Angela Griffin / Karen Gillis
- 1973 : Columbo (série télévisée): L’infirmière Sharon Martin dans l’épisode « Le spécialiste »
- 1973 : Search (série télévisée) : Beth Parker
- 1973 : Night Life (téléfilm) : Midge Ross
- 1973 et 1975 : Barnaby Jones (série télévisée) : Miriam Woodridge / Shirley Evans
- 1973 : Cannon (série télévisée) : Peggy Angel
- 1974 : Banacek (série télévisée) : Katherine Wells
- 1974 : Le mort a disparu (Cry Panic) (téléfilm) : Julie
- 1974 : The F.B.I. Story: The FBI Versus Alvin Karpis, Public Enemy Number One (téléfilm) : Colette
- 1974 : Kung Fu (série télévisée) : Ida Quinlan
- 1975 : Mobile One (en) (série télévisée) : Ginny Dunn
- 1975 : Archer (en) (série télévisée) : Angela Lawrence
- 1975 : The Last Survivors (téléfilm) : Helen Dixon
- 1975 : A Girl Named Sooner (téléfilm) : Selma Goss
- 1975 : Section 4 (S.W.A.T.) (série télévisée) : Doris Wainwright Bristol
- 1975 : Petrocelli (série télévisée) : Emily Burke
- 1975 : À plume et à sang (Ellery Queen) (série télévisée) : Nurse Evelyn Chandler
- 1975 : L'aventure est au bout de la route (Movin' On) (série télévisée) : Abby
- 1976 : Banjo Hackett: Roamin' Free (en) (téléfilm) : Flora Dobbs
- 1976 : Bert D'Angelo/Superstar (série télévisée) : Angela Griffin
- 1976 : Wonder Woman (série télévisée) : Lola Flynn
- 1976 et 1978 : Sergent Anderson (Police Woman) (série télévisée) : Sergent Loretta Muldare / Liz Adams
- 1977 : Les têtes brûlées (Baa Baa Black Sheep) (série télévisée) : Lt. Cmdr. Gladys Hope
- 1978 : Little Mo (en) (téléfilm) : Sophie Fisher
- 1978 : What Really Happened to the Class of '65'? (série télévisée) : Carol
- 1978 : Hawaï, police d'état (Hawaii Five-O) (série télévisée) : Alicia Wade
- 1978 : Embarquement immédiat (Flying High) (série télévisée) : Susan Vale
- 1978 : Vegas (série télévisée) : Lillian Ross
- 1978 : L'Ancien Testament (série télévisée) : Zipporah
- 1978 et 1980 : Drôles de dames (Charlie's Angels) (série télévisée) : Margo / Cindy Lee
- 1978, 1980-1981 : L'Île fantastique (Fantasy Island) (série télévisée) : Drusilla Roberts / Maxine Dodge / Lottie McFadden
- 1979 : The Rebels (téléfilm) : Mrs. Harris
- 1979 : Quincy (série télévisée) : Mme Elizabeth Shafer
- 1979 : Beggarman, Thief (téléfilm) : Teresa Kraler
- 1980 : Detour to Terror (téléfilm) : Sheila
- 1980 : Le Vagabond (The Littlest Hobo) (série télévisée) : Mme Penelope Conrad
- 1980 et 19803 : Trapper John, M.D. (en) (série télévisée) : Gail Edsin / Mme Havenhurst
- 1981 : Dallas (série télévisée) : Arliss Cooper
- 1982 : Chips (série télévisée) : Susan Wright
- 1982 : Les Monstres du labyrinthe (Mazes and Monsters) (TV) : Ellie
- 1983 : Simon et Simon (série télévisée) : Angel Barkley
- 1983 : O'Malley (téléfilm) : Amanda O'Malley
- 1984 : Riptide (série télévisée) : Mama Jo
- 1984 : La croisière s'amuse (The Love Boat) (série télévisée) : Mme Kelsey
- 1984 : Partners in Crime (série télévisée) : Sarah
- 1984, 19846 et 1990 : Arabesque (Murder She Wrote) (série télévisée) : Louise McCallum / Margo Perry / Lee Haley
- 1985 : Le Juge et le Pilote (Harcastle and McCormick) (série télévisée) : Jane Bigelow
- 1985 : Harry Fox, le vieux renard (en) (Crazy Like a Fox) (série télévisée) : Sœur Elizabeth
- 1985 : Finder Of Lost Loves (en) (série télévisée) : Ruth Cunningham
- 1986 : A Masterpiece of Murder (téléfilm) : Ruth Beekman
- 1987 : American Playhouse (en) (série télévisée) : Donna Lucia D'Alvadorez
- 1987 : La loi est la loi (Jake and the Fatman) (série télévisée) : Dixie
- 1987 : La Vérité cachée (Laguna Heat) (téléfilm) : Helene Long
- 1987 : Barbara Hutton, destin d'une milliardaire (en) (Poor Little Rich Girl: The Barbara Hutton Story) (téléfilm) : Marjorie Post Hutton
- 1988 : My First Love (téléfilm) : Terry
- 1989 : Matlock (série télévisée) : Janet Masters
- 1989 : Les Craquantes (The Golden Girls) (série télévisée) : Trudy McMann
- 1992 : La Belle et le fantôme (Love Can Be Murder) (téléfilm) : Maggie O'Brien
- 1993 : Le Juge de la nuit (Dark Justice) (série télévisée) : Melvina
- 1994 : L'Homme à la Rolls (Burke's Law) (série télévisée) : Honey West
- 1994 : Dans l'œil de l'espion (Fortune Hunter) (série télévisée) : Mme Brady
- 1996 : Mon fils a disparu (Have You Seen My Son) (téléfilm) : Catherine Pritcher
- 1996 : Wings (série télévisée) : Vera
- 1997 : Papa bricole (Home Improvment) (série télévisée) : Liddy Talbot
- 1997 : Conan (série télévisée) : Gagool
- 1998 : Nash Bridges (série télévisée) : Julia Ann Porter
- 1998 : Le Drew Carey Show (série télévisée) : Charlene Fifer
- 1999 : Fantasy Island (série télévisée) : Cassie
- 2004 : FBI : Portés disparus (Without a Trace) (série télévisée) : Rose Atwood

## Récompenses et nominations

### Récompenses
- 1966 : Golden Globe de la meilleure actrice dans une série télévisée, pour le rôle d'Honey West dans Honey West.

### Nominations
- 1966 : Primetime Emmy Awards pour Performance exceptionnelle par une actrice dans un premier rôle dans une série dramatique, pour le rôle d'Honey West dans Honey West.